# Mecha (género)

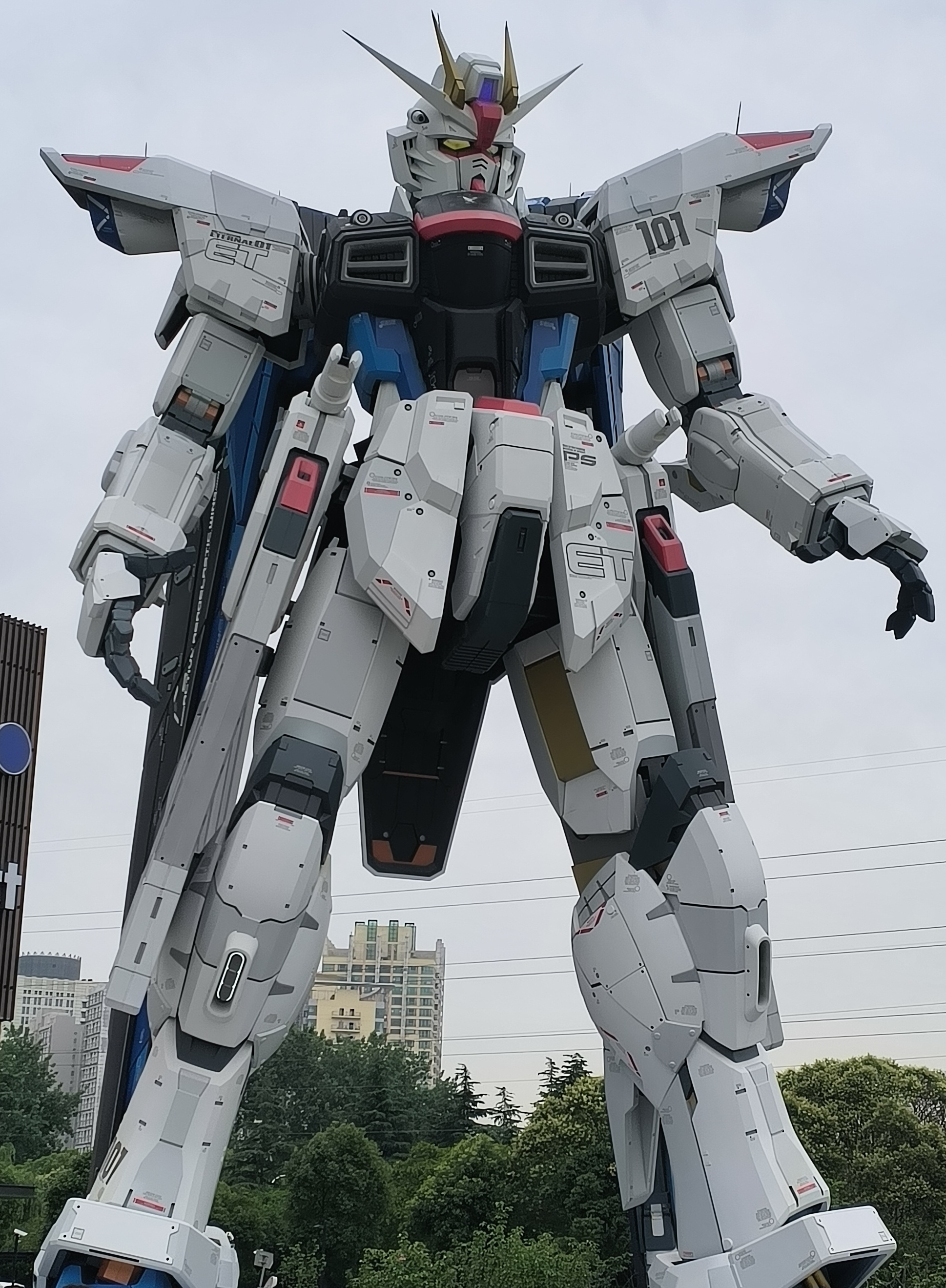
ZGMF-X10A Freedom Gundam

Mecha, también conocido como robot gigante o simplemente robot, es un género de anime y manga que contiene mechas en batalla. El género se divide en dos subcategorías; "super robot", que presenta robots súper grandes e inverosímiles, y "real robot", donde los robots se rigen por físicas realistas y limitaciones tecnológicas.
Las series Mecha abarcan una amplia variedad de géneros, desde acción hasta comedia y drama, y el género se ha expandido a otros medios, como las adaptaciones de videojuegos. Mecha también ha contribuido a la popularidad de las maquetas de robots a escala.
El manga corto Electric Octopus (デンキダコ Denki Dako?)  de 1940 presentaba un pulpo mecánico pilotado y propulsado.  El manga propagandístico de Yokoyama Ryūichi de 1943 The Science Warrior Appears in New York (科学戦士ニューヨークに出現す Kagaku Senshi New York ni Shutsugensu?)  presentaba un mecha humanoide gigante propulsado por vapor y empuñando una espada.
La primera serie del género mecha fue el manga Tetsujin 28, creado en 1956 por Mitsuteru Yokoyama, que también se adaptó como anime en 1963.  Yokoyama se inspiró en Osamu Tezuka para convertirse en creador de manga y comenzó a serializar su obra en la Shōnen Magazine, una revista icónica para niños. En esta serie, el robot, que fue creado como un último esfuerzo para ganar la Segunda Guerra Mundial por parte del ejército japonés, era controlado remotamente por el protagonista Shotaro Kaneda, un detective de doce años y "niño prodigio". La historia gozó de una inmensa popularidad en su época, y acabó inspirando a generaciones de imitadores.
En 1972, Go Nagai definió el género de los súper robots con Mazinger Z, que se inspiró directamente en la serie anterior. Nagai tuvo la idea de crear un mecha que pudiera ser controlado como un coche, mientras esperaba para cruzar una calle concurrida. El concepto se volvió "explosivamente popular", convirtiendo el manga y el anime en un éxito. La serie también fue la génesis de diferentes tropos del género, como la idea de un robot como una "entidad dinámica" que podría unirse con otras máquinas o humanos para volverse imparable. El crítico de anime Fred Patten escribió que casi todas las tramas del anime de mechas, así como las programas estilo "monstruo de la semana", eran en realidad metáforas que reflejaban un sentimiento de volver a luchar en la Segunda Guerra Mundial y defender a Japón y su cultura de la invasión occidental. 
En 1977, se habían creado una gran cantidad de animes de súper robots, incluidos Brave Raideen y Danguard Ace .  El mercado de juguetes de súper robots también creció, generando juguetes de metal fundido a presión como la serie Chogokin en Japón y los Shogun Warriors en los EE. UU., que fueron (y siguen siendo) muy populares entre los niños y los coleccionistas.  El género de los súper robots se comercializó intensamente y se estancó, lo que creó una oportunidad para la innovación, que Yoshiyuki Tomino aprovechó en 1979 con la creación de Mobile Suit Gundam, una compleja "saga espacial" que se llamó la " Star Wars de Japón" y que dio origen al género de los robots reales, que incluía una tecnología más realista y cruda.  A Tomino no le gustaban las tramas estereotipadas y la publicidad abierta de los programas de súper robots en los que había trabajado, y quería crear una película en la que se usaran robots como herramientas.  Si bien la respuesta a Gundam fue tibia al principio, los esfuerzos de los fanáticos dedicados llevaron a que se convirtiera en un éxito.  Creó un mercado masivo para robots modelo mecha y se convirtió en una industria que le generó a Bandai ¥42,8 mil millones en 2004.  Posteriormente se crearon muchas series de robots reales y otros medios, como por ejemplo Full Metal Panic! y la serie de videojuegos Armored Core . 
En 1990 se estrenó Patlabor, una película animada dirigida por Mamoru Oshii que popularizó el género y la estética mecha en Occidente .  Neon Genesis Evangelion, creado por Hideaki Anno en 1995, fue una gran influencia en el género de súper robots, llegando cuando el género de robots reales era dominante en la televisión.  Una deconstrucción de los tropos clásicos del anime de mechas, que reformula al inventor/padre "santo" como una figura siniestra, y al protagonista adolescente entusiasta como un introvertido "vacilante".  Debido a sus inusuales temas psicológicos, el programa se convirtió en un éxito masivo,  y además provocó que la cultura del anime japonés se extendiera amplia y rápidamente por todo el mundo. 
El género del anime mecha (así como las películas kaiju japonesas) recibió un homenaje occidental con la película de 2013 Pacific Rim dirigida por Guillermo del Toro .  De manera similar, el género sirvió de inspiración para el juego de disparos en primera persona de 1998 Shogo: Mobile Armor Division desarrollado por Monolith Productions . 
1. 1 2 3 4 5 6 7 8 9 10 11 12 13 14 15 16 17 18 19  Hornyak, Timothy N. (2006). «Chapter 4». Loving the Machine: the Art and Science of Japanese Robots (1st edición). Tokyo: Kodansha International. pp. 57–70. ISBN 4770030126. OCLC 63472559.
2. ↑  井上晴樹 (August 2007). 日本ロボット戦争記 1939~1945. NTT出版. ISBN 9784757160149. Consultado el 1 de abril de 2018.
3. ↑  井上晴樹 (August 2007). The Anime Encyclopedia, 3rd Revised Edition: A Century of Japanese Animation. NTT出版. ISBN 9784757160149. Consultado el 8 de septiembre de 2019.
4. ↑  Hanson, Matt (2005). Building sci-fi moviescapes : the science behind the fiction. East Sussex, England: Rotovision. pp. 38. ISBN 0240807723. OCLC 60800154.
5. ↑  Haslem, Wendy; Ndalianis, Angela; Mackie, C. J. (2007). Super/heroes : from Hercules to Superman. Washington, DC: New Academia Pub. p. 113. ISBN 978-0977790845. OCLC 123026083.
6. ↑  «TV Tokyo's Iwata Discusses Anime's 'Road to Survival' (Updated)». Anime News Network (en inglés). Consultado el 21 de septiembre de 2017.
7. ↑  Axinto, Jemarc (24 de abril de 2014). «Pacific Rim: In-depth study of the influence of Anime». The Artifice. Consultado el 14 de noviembre de 2014.
8. ↑  Sabbagh, Michel (17 de diciembre de 2015). «Effort Upon Effort: Japanese Influences in Western First-Person Shooters». Worcester Polytechnic Institute. Archivado desde el original el 1 de enero de 2016. Consultado el 29 de diciembre de 2015.

- Datos: Q4292083
- Multimedia: Mecha anime and manga / Q4292083